# Élections à la Junte générale de la principauté des Asturies de 2003
Les élections à la Junte générale de la principauté des Asturies de 2003 (en espagnol : Elecciones a la Junta General del Principado de Asturias de 2003) se sont tenues le dimanche 25 mai 2003, afin d'élire les quarante-cinq députés de la sixième législature de la Junte générale de la principauté des Asturies.
Le scrutin voit la victoire de la Fédération socialiste asturienne-PSOE (FSA-PSOE), qui perd sa majorité absolue.

## Contexte
Depuis 1977, les Asturies s'affirment comme un territoire que domine le Parti socialiste ouvrier espagnol (PSOE), mais entre 1994 et 1999, le Parti populaire (PP) s'est placé dans une optique majoritaire.
À l'occasion de l'élection régionale du 13 juin 1999, la FSA-PSOE se réinstalle sans difficulté au pouvoir, totalisant effectivement 46,7 % des voix et 24 députés sur 45. C'est la première majorité absolue depuis celle de l'élection de 1983. Le Parti populaire des Asturies (PPA) est lui renvoyé dans l'opposition après quatre années de pouvoir chaotiques et une scission. Il compte en effet 32,8 % des suffrages, soit 15 mandats seulement. La Gauche unie des Asturies (IUA) est mise en difficulté, puisqu'elle ne remporte que 9,1 % et 3 parlementaires. Quant à l'Union rénovatrice asturienne (URAS), le parti régionaliste fondé par le président Sergio Marqués, elle subit un échec cuisant avec 7,3 % et les 3 élus restants à désigner.
Ce paysage politique est validé par les élections municipales, organisées le même jour. Les socialistes confirment leur première position avec 42,2 % des suffrages exprimés, assez loin devant les conservateurs qui recueillent 34 % des voix. Troisièmes, les écosocialistes cumulent 12,5 %, tandis que les régionalistes atteignent 6 %. De la sorte, le PSOE gouverne dans cinq des sept plus grandes villes des Asturies, comptant même une majorité absolue à Gijón et San Martín del Rey Aurelio. Le PP conserve son emprise sur Oviedo et IU renforce sa majorité relative à Langreo.
Par ailleurs, ce 13 juin se tiennent en parallèle les élections européennes. Là encore, ce sont les socialistes qui s'imposent, avec 42,3 %, contre 40,1 % aux conservateurs. Quant aux écosocialistes, ils assurent leur troisième position avec 10,5 %, tandis que les régionalistes doivent se contenter de 3,1 %.
Le 24 juillet, le socialiste Vicente Álvarez Areces est investi président de la principauté des Asturies, par 24 voix pour et 21 abstentions. Le 9 octobre suivant, le chef de file électoral conservateur et ancien président de la Junte générale Ovidio Sánchez est désigné président du PPA en remplacement d'Isidro Fernández Rozada, en poste depuis dix ans.
Avec les élections législatives du 12 mars 2000, la scène politique se trouve nettement changée. Le PP, conduit par le ministre de la Présidence Francisco Álvarez-Cascos, se place en première position avec un total de 47,1 % des suffrages exprimés, ce qui lui donne 5 députés sur 9. Jamais encore les conservateurs n'avaient atteint un tel niveau. Le PSOE, dont la liste est menée par le porte-parole du groupe parlementaire Luis Martínez Noval, suit avec 37,7 %, ce qui lui donne 3 mandats parlementaires. IU ferme la marche, obtenant le dernier siège avec 10,4 %.
Remplacé dans ses fonctions au sein du groupe au Congrès au mois de septembre, Noval annonce le mois suivant qu'il ne sera pas candidat à un nouveau mandat de secrétaire général de la FSA-PSOE, en novembre. Ce poste revient finalement, après un vote serré, au candidat de l'aile gauche Javier Fernández, conseiller à l'Industrie du gouvernement régional et qui défait le candidat d'Álvarez Areces.

## Mode de scrutin
La Junte générale de la principauté des Asturies (en espagnol : Junta General del Principado de Asturias) se composent de 45 députés, élus pour un mandat de quatre ans au suffrage universel direct, suivant le scrutin proportionnel à la plus forte moyenne d'Hondt.
La communauté autonome est divisée en trois circonscriptions : occidentale, centrale et orientale. Chacune dispose de 2 députés au minimum, les 39 restants étant distribués en proportion de la population. Pour cette élection, la circonscription occidentale compte 7 sièges, la circonscription centrale compte 33 sièges, et la circonscription orientale compte 5 sièges. Seules les forces politiques – partis, coalitions, indépendants – ayant remporté au moins 3 % des suffrages exprimés au niveau d'une circonscription participent à la répartition des sièges.

## Campagne

### Partis et chefs de file
| Force politique | Force politique                                                            | Chef de file                       | Idéologie                                         | Score en 1999              |
| --------------- | -------------------------------------------------------------------------- | ---------------------------------- | ------------------------------------------------- | -------------------------- |
|                 | Fédération socialiste asturienne-PSOE Federación Socialista Asturiana-PSOE | Vicente Álvarez Areces (Président) | Centre gauche Social-démocratie, progressisme     | 46,7 % des voix 24 députés |
|                 | Parti populaire des Asturies Partido Popular de Asturias                   | Ovidio Sánchez                     | Centre droit Conservatisme, démocratie chrétienne | 32,8 % des voix 15 députés |
|                 | Gauche unie des Asturies Izquierda Unida de Asturias                       | Javier Valledor                    | Gauche Communisme, républicanisme                 | 9,1 % des voix 3 députés   |

## Résultats

### Voix et sièges
|                          |                                                         |         |       |      |        |               |  |  |  |  |  |  |  |  |
| Parti                    | Parti                                                   | Voix    | %     | +/-  | Sièges | +/-           |  |  |  |  |  |  |  |  |
|                          | Parti socialiste ouvrier espagnol (PSOE)                | 250 474 | 41,43 | 5,30 | 22     | 2             |  |  |  |  |  |  |  |  |
|                          | Parti populaire (PP)                                    | 242 396 | 40,09 | 7,26 | 19     | 4             |  |  |  |  |  |  |  |  |
|                          | Gauche unie des Asturies-Bloc pour les Asturies (IU-BA) | 68 360  | 11,31 | 2,17 | 4      | 1             |  |  |  |  |  |  |  |  |
|                          | Union rénovatrice asturienne (URAS)                     | 17 552  | 2,90  | 4,36 | 0      | 3             |  |  |  |  |  |  |  |  |
|                          | Parti asturianiste (PAS)                                | 11 376  | 1,88  | 0,74 | 0      | en stagnation |  |  |  |  |  |  |  |  |
|                          | Les Verts des Asturies (LV)                             | 6 561   | 1,09  | 0,54 | 0      | en stagnation |  |  |  |  |  |  |  |  |
|                          | Andecha Astur                                           | 3 821   | 0,63  | 0,27 | 0      | en stagnation |  |  |  |  |  |  |  |  |
|                          | Plateforme de défense du 3e âge (PlaDeTe)               | 1 297   | 0,21  | Nv.  | 0      | en stagnation |  |  |  |  |  |  |  |  |
|                          | Parti communiste des peuples d'Espagne (PCPE)           | 1 211   | 0,20  | 0,02 | 0      | en stagnation |  |  |  |  |  |  |  |  |
|                          | Centre démocratique et social (CDS)                     | 642     | 0,10  | 0,04 | 0      | en stagnation |  |  |  |  |  |  |  |  |
|                          | Conseil asturien (Conceyu)                              | 524     | 0,09  | 0,01 | 0      | en stagnation |  |  |  |  |  |  |  |  |
|                          | Convergence démocratique asturienne (CDAS)              | 359     | 0,06  | Nv.  | 0      | en stagnation |  |  |  |  |  |  |  |  |
|                          |                                                         |         |       |      |        |               |  |  |  |  |  |  |  |  |
| Suffrages exprimés       | Suffrages exprimés                                      | 604 573 | 97,02 |      |        |               |  |  |  |  |  |  |  |  |
| Votes blancs             | Votes blancs                                            | 14 143  | 2,27  |      |        |               |  |  |  |  |  |  |  |  |
| Votes nuls               | Votes nuls                                              | 4 433   | 0,71  |      |        |               |  |  |  |  |  |  |  |  |
| Total                    | Total                                                   | 623 149 | 100   | -    | 45     | en stagnation |  |  |  |  |  |  |  |  |
| Abstention               | Abstention                                              | 352 955 | 36,16 |      |        |               |  |  |  |  |  |  |  |  |
| Inscrits / participation | Inscrits / participation                                | 976 104 | 63,84 |      |        |               |  |  |  |  |  |  |  |  |

#### Par circonscription
| Circonscription | Circonscription | Occidentale | Occidentale | Occidentale | Occidentale   | Centrale | Centrale | Centrale | Centrale      | Orientale | Orientale | Orientale | Orientale     |
| --------------- | --------------- | ----------- | ----------- | ----------- | ------------- | -------- | -------- | -------- | ------------- | --------- | --------- | --------- | ------------- |
|                 |                 |             |             |             |               |          |          |          |               |           |           |           |               |
| Sièges          | Sièges          | 7           | 7           | 7           | en stagnation | 33       | 33       | 33       | en stagnation | 5         | 5         | 5         | en stagnation |
|                 |                 |             |             |             |               |          |          |          |               |           |           |           |               |
|                 |                 | Nombre      | Nombre      | %           | %             | Nombre   | Nombre   | %        | %             | Nombre    | Nombre    | %         | %             |
| Inscrits        | Inscrits        | 128 660     | 128 660     | 100,00      | 100,00        | 769 568  | 769 568  | 100,00   | 100,00        | 77 876    | 77 876    | 100,00    | 100,00        |
| Abstentions     | Abstentions     | 44 061      | 44 061      | 34,25       | 34,25         | 281 936  | 281 936  | 36,64    | 36,64         | 26 958    | 26 958    | 34,62     | 34,62         |
| Votants         | Votants         | 84 599      | 84 599      | 65,75       | 65,75         | 487 632  | 487 632  | 63,36    | 63,36         | 50 918    | 50 918    | 65,38     | 65,38         |
| Blancs          | Blancs          | 1 464       | 1 464       | 1,73        | 1,73          | 11 844   | 11 844   | 2,43     | 2,43          | 835       | 835       | 1,64      | 1,64          |
| Nuls            | Nuls            | 771         | 771         | 0,91        | 0,91          | 3 159    | 3 159    | 0,65     | 0,65          | 503       | 503       | 0,99      | 0,99          |
| Exprimés        | Exprimés        | 82 364      | 82 364      | 97,36       | 97,36         | 472 629  | 472 629  | 96,92    | 96,92         | 49 580    | 49 580    | 97,37     | 97,37         |
|                 |                 |             |             |             |               |          |          |          |               |           |           |           |               |
| Partis          | Partis          | Voix        | %           | Sièges      | +/−           | Voix     | %        | Sièges   | +/−           | Voix      | %         | Sièges    | +/−           |
|                 | PSOE            | 38 173      | 46,35       | 4           | en stagnation | 190 249  | 40,25    | 15       | 2             | 22 052    | 44,48     | 3         | en stagnation |
|                 | PP              | 32 171      | 39,06       | 3           | 1             | 188 565  | 39,90    | 14       | 3             | 21 660    | 43,69     | 2         | en stagnation |
|                 | IU              | 5 912       | 7,18        | 0           | en stagnation | 59 871   | 12,67    | 4        | 1             | 2 577     | 5,20      | 0         | en stagnation |
|                 | URAS            | 4 041       | 4,91        | 0           | 1             | 11 756   | 2,49     | 0        | 2             | 1 755     | 3,54      | 0         | en stagnation |
|                 | Autres          | 2 067       | 2,51        |             |               | 22 188   | 4,69     |          |               | 1 536     | 3,10      |           |               |

### Analyse
Si le nombre de votants reste parfaitement stable, la participation augmente légèrement en ce que le nombre d'inscrits va diminuer de 3 500 par rapport à 1999.
Bien qu'elle soit en tête, la Fédération socialiste asturienne-PSOE perd 34 500 suffrages favorables en quatre ans. Cette contre-performance lui fait perdre 2 mandats parlementaires, donc sa majorité absolue, quand bien même elle a un résultat supérieur à 40 %. En tête dans les trois circonscriptions, les socialistes sont toutefois talonnés par les conservateurs dans celle du centre et celle de l'Est. Le Parti populaire des Asturies améliore lui franchement ses perspectives, puisqu'il engrange 42 200 nouvelles voix par rapport au précédent scrutin. En conséquence, il gagne 4 députés et se hisse – de justesse – au-dessus du seuil des 40 %. De ce point de vue, il réalise le meilleur résultat du parti arrivé deuxième. La Gauche unie des Asturies s'adjuge les 4 élus restants, avec une hausse de 6 700 voix qui lui fait repasser la barre symbolique des 10 %. L'Union rénovatrice asturienne, en perdant ses 3 mandats, fait disparaître de l'hémicycle les régionalistes, qui y siégeaient depuis 1987.

### Conséquences
Le 4 juillet 2003, Vicente Álvarez Areces est investi président de la principauté des Asturies pour un deuxième mandat, par 26 voix pour et 19 abstentions. Il forme ensuite un gouvernement de coalition avec la Gauche unie, une première dans l'histoire politique régionale.